# يوناس ثيرن
يوناس ثيرن (بالسويدية: Jonas Thern)‏ (مواليد 20 مارس 1967) هو لاعب كرة قدم. يلعب مع منتخب السويد لكرة القدم. سبق له أن لعب في كأس العالم لكرة القدم مع منتخب بلاده.

## مسيرته الكروية
لعب يوناس ثيرن خلال مسيرته الاحترافية مع 7 أندية في تسعة عشر موسمًا وسجل خلالها 49 هدفًا ضمن 330 مباراة. حيث فاز في ثلاثة مواسم بالكأس وفي أربعة مواسم بالدوري.
خاض يوناس ثيرن مسيرته مع نادي فارنامو في موسم 1982 واستمر معه طيلة ثلاثة مواسم، مشاركًا في 47 مباراة سجل خلالها 20 هدف. ثم انتقل إلى نادي مالمو في موسم 1985 في المرة الأولى واستمر معه طيلة ثلاثة مواسم ثم في عامي 1988-1990 ولمدة موسمين، حيث شارك طوالها في 76 مباراة سجل خلالها 11 هدفًا. لينتقل بعدها إلى نادي زيورخ في موسم 1987–88 لمدة موسم واحد، مشاركًا في 5 مباريات سجل خلالها هدفًا واحدًا. ثم انتقل إلى نادي بنفيكا في موسم 1989–90 واستمر معه طيلة ثلاثة مواسم، مشاركًا في 72 مباراة سجل خلالها 8 أهداف. هذا وانتقل لاحقًا إلى نادي نابولي في موسم 1992–93 ولمدة موسمين، مشاركًا في 48 مباراة سجل خلالها هدفًا واحدًا. ثم انتقل بعدها إلى نادي روما في موسم 1994–95 واستمر معه طيلة ثلاثة مواسم، مشاركًا في 59 مباراة سجل خلالها 3 أهداف. ليعود وينتقل من جديد، لكن هذه المرة إلى نادي رينجرز في موسم 1997–98 ولمدة موسمين، مشاركًا في 23 مباراة سجل خلالها 5 أهداف.

## روابط خارجية
- يوناس ثيرن على موقع الاتحاد الدولي (مؤرشف)  (الإنجليزية)
- يوناس ثيرن على موقع قاعدة بيانات كرة القدم.إي يو (الإنجليزية)
- يوناس ثيرن على موقع ناشيونال فوتبول تيمز (الإنجليزية)
- يوناس ثيرن على موقع Soccerbase.com (لاعب) (الإنجليزية)
- يوناس ثيرن على موقع عالم كرة القدم.نت (الإنجليزية)
- يوناس ثيرن على موقع أوليمبيديا (الإنجليزية)
- يوناس ثيرن على موقع اللجنة الأولمبية السويدية (السويدية)